# Alexander zu Solms-Braunfels (Sportfunktionär)

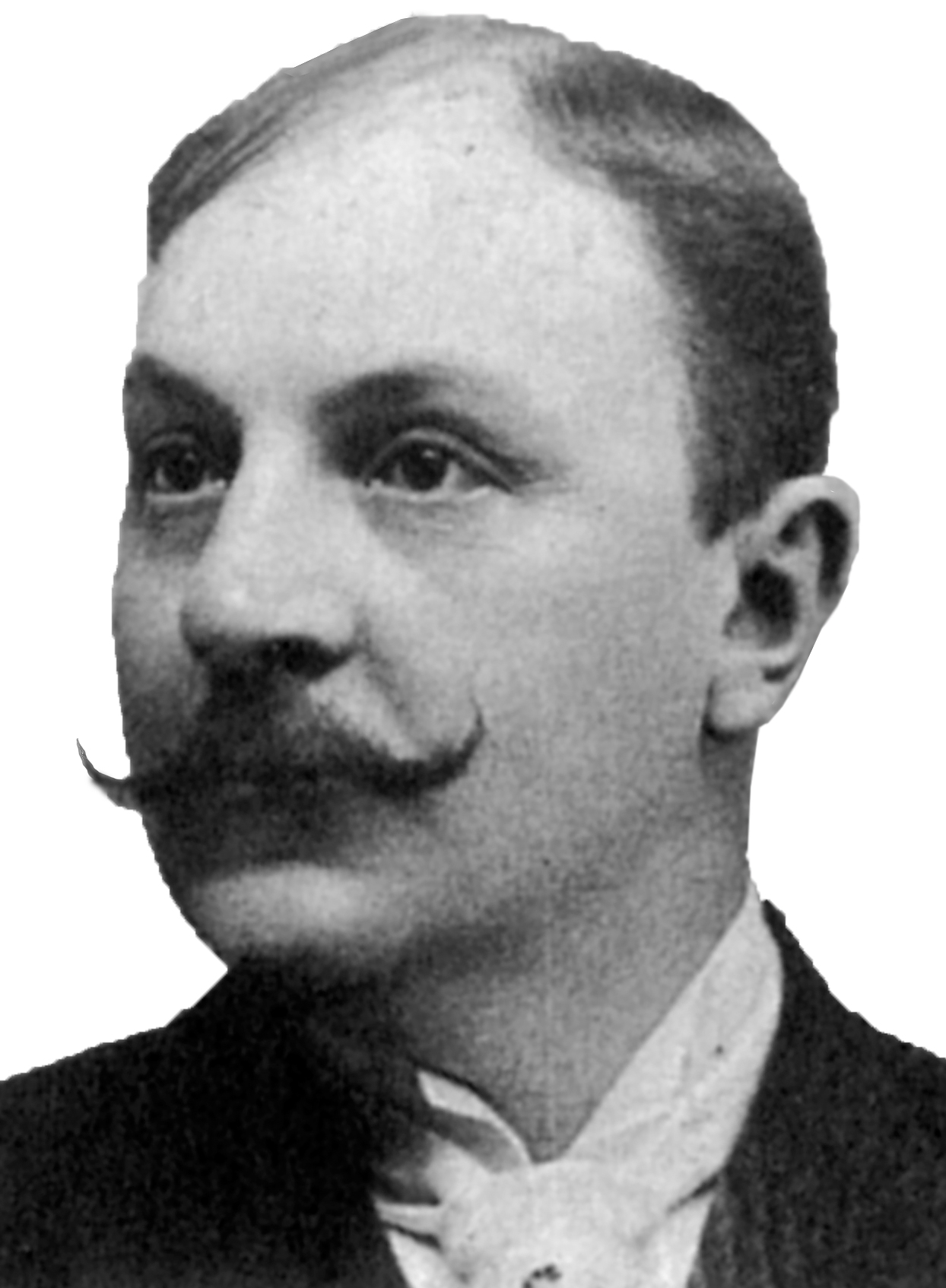
Alexander Prinz zu Solms-Braunfels (1855–1926), 1893

Prinz Alexander zu Solms-Braunfels (* 4. November 1855 in Podiebrad, Böhmen; † 3. Juni 1926 in Nieder-Ingelheim am Rhein) war ein österreichischer Sportfunktionär.

## Leben
Alexander war der zweite und jüngste Sohn von Friedrich Wilhelm Carl Prinz zu Solms-Braunfels (1812–1875) und seiner zweiten Ehefrau Sophie zu Löwenstein-Wertheim-Rosenberg (1814–1876). 
Nach seinen Landwirtschaftsstudien an der Universität Wien schlug zu Solms-Braunfels die militärische Laufbahn ein und war Oberst im Ersten Weltkrieg und der Kommandant des freiwilligen k. und k. Automobilcorps. Er diente als Privatsekretär des Österreichischen Kaisers. Von 1903 bis 1909 war er Präsident des Österreichischen Automobil-Clubs. 1899 war er der Präsident des Vorbereitungskomitees der österreichischen Teilnahme an den Olympischen Spielen 1900 in Paris. 1905 wurde er Mitglied des Internationalen Olympischen Komitees, wo er sich für den Ausschluss Böhmens einsetzte, weil dies doch nur eine österreichische Provinz sei. Da Pierre de Coubertin sich jedoch für das böhmische IOC-Mitglied Jiří Guth und das Verbleiben Böhmens mit einer eigenständigen Mannschaft im Sinne der speziellen olympischen Geographie einsetzte, trat er 1909 wieder aus dem IOC aus. Solms-Braunfels war einer der Pioniere des Ballonfluges und unternahm bereits 1881 den ersten eigenen Flug.
Sein einziger Sohn aus seiner Ehe mit Espérance Freiin von Erlanger, Tochter des Bankiers Ludwig Gottlieb Friedrich von Erlanger, Prinz Karl (* 1892), fiel im Oktober 1914 auf dem nördlichen Kriegsschauplatz.